# ¡CHIST!
¡CHIST! es el trigésimo cuarto espectáculo del grupo argentino de humor Les Luthiers. Fue estrenado el 13 de mayo de 2011 en el Teatro Astengo, en Rosario, Argentina. El espectáculo estuvo en cartelera durante tres años, pasando por numerosas localidades latinoamericanas de habla hispana y España, finalizando en 2013 para dar paso a su siguiente espectáculo, Viejos hazmerreíres. Esta vez el tema del espectáculo no es más que una antología de las obras del grupo.

## Programa (Obras)
Las siguiente obras son las representadas en las funciones en Buenos Aires del año 2011, cualquier cambio posterior en el programa no está incluido

### Manuel Darío (Canciones descartables)
Es la historia de Manuel Darío, un conocido cantautor de música popular, que es recordado en su vigésimo aniversario a través de fragmentos de sus recitales, en una entrevista donde él mismo nos cuenta su vida, y testimonios de personas que vivieron de cerca su pasión por la música.
Ficha de la obra
Título: Manuel Darío
Subtítulo: Canciones descartables
Personajes:
- Manuel Darío (Interpretado por Daniel Rabinovich)
- Representante de Manuel Darío (Interpretado por Carlos López Puccio)
- Madre de Manuel Darío (Interpretada por Carlos Núñez Cortés)
- Padre de Manuel Darío (Interpretado por Marcos Mundstock)
- Señorita Cristina: Maestra de Manuel Darío (Interpretada por Jorge Maronna)
- Dr. Pérez Osorio: Psiquiatra y portavoz del Gabinete Nacional (Interpretado por Jorge Maronna)
- Franz Oppenheimer: Profesor superior de música al que Manuel Darío llama Franz "López Jaime" (Interpretado por Marcos Mundstock)
- Samuel Beckett: Según Manuel Darío, escritor famoso por sus rimas (Sin apariciones)

Estreno de la obra en: "Les Luthiers unen canto con humor"
Año de estreno: 1994
Otras apariciones en: "Con Les Luthiers y Sinfónica" y "¡CHIST!"

### La Comisión (Himnovaciones)
Dos políticos pertenecientes al partido que gobierna su país deciden contratar a un compositor para hacer diversas modificaciones en la letra del himno nacional. El músico, haciendo uso de su experiencia y dotes creativas, hace todo lo posible por conseguir un nuevo himno con las condiciones dadas por los políticos, aunque algunas modificaciones sean claramente partidistas y no tengan cabida en el himno
Ficha de la obra
Título: La Comisión
Subtítulo: Himnovaciones
Personajes:
- Diputados integrantes de la Comisión: Marcos Mundstock y Daniel Rabinovich
- Maestro Mangiacaprini: Músico y compositor encargado de renovar el himno nacional (Interpretado por Carlos Núñez Cortés)
- Presidente Garcete: Presidente de la República (Interpretado por Carlos López Puccio)

Estreno de la obra en: "Bromato de armonio"
Año de estreno: 1996
Otras apariciones en: "¡CHIST!"

### La Bella y Graciosa Moza Marchose a Lavar la Ropa (Madrigal)
Una moza va a lavar la ropa a un arroyuelo; más tarde en un mercado compra una oveja, y ésta se le escapa al llegar al bosque. Un altivo jinete aparece en su camino, y el resto de la historia resulta confuso, puesto que a uno de los intérpretes se le caen los papeles y no consigue cantar correctamente el final de la obra. La obra fue escrita por el personaje ficticio Johann Sebastian Mastropiero
Ficha de la obra
Título: La bella y graciosa moza marchose a lavar la ropa
Subtítulo: Madrigal
Personajes:
No hay interpretaciones de personajes , aunque Marcos Mundstock supuestamente no recuerda la letra de la canción y la tiene que leer de unos papeles, en un momento estos papeles se le caen al suelo y al recogerlos arma un desorden en sus intervenciones dentro de la canción. Los demás Luthiers forman parte de la banda y tocan la canción.
Estreno de la obra en: "Mastropiero que nunca"
Año de estreno: 1977
Otras apariciones en: "Los clásicos de Les Luthiers (1980)"; "Luthierías (1981)"; "Recital sinfónico '86 (1986)" y "Con Les Luthiers y Sinfónica (2004)"

### Solo Necesitamos (Canción ecológica)
Para Les Luthiers ser felices es muy sencillo, siempre que tengan una serie de cosas básicas: aire puro, buena comida, playas limpias, una guitarra, una mujer y amigos. Pero a su alrededor se encuentran con obstáculos que les dificulta la buena vida. La música de la canción es nuevamente de Johann Sebastian Mastropiero y la letra es de otro personaje ficticio llamado Harvey Johnson
Ficha de la obra:
Título: Solo Necesitamos
Subtítulo: Canción ecológica
Personajes: No hay interpretaciones de personajes
Estreno de la obra en: "Por humor al arte"
Año de estreno: 1983
Otras apariciones en: "¡CHIST!

### La Hija de Escipión (Fragmento de ópera)
Un enamorado se dispone a cantar ante la ventana de su amada, pero debe tener cuidado de no despertar al padre, el cual no deja que su hija sea cortejada por cualquiera
Ficha de la obra:
Título: La Hija De Escipión
Subtítulo: Fragmento de ópera
Personajes:
- Daniel "El seductor": Enamorado que canta a Juana María del Sagrado Corazón, hija de Escipión, al pie de su ventana (Interpretado por Daniel Rabinovich)
- Escipión "El asesino sanguinario": El padre de Juana María del Sagrado Corazón, quien mata a todos los que se ofrezcan a su hija sin poseer sangre noble. Termina concediéndole el permiso de matrimonio a Daniel, y sin condiciones, pero luego este finaliza su canción diciéndole a Juana que debía volver con su mujer. (Interpretado por Marcos Mundstock)

Estreno de la obra en: "Bromato de armonio"
Año de estreno: 1996
Otras apariciones en: "Do-Re-Mi-Já"; "El Grosso Concerto"; Con Les Luthiers y Sinfónica y "CHIST"

### Bolero de los Celos (Trío pecaminoso)
Con un poema y un bolero, Les Luthiers nos acercan al temible mundo de los celos, sentimientos que a veces aparecen en una relación y sumergen al que los padece en un sinvivir de tormentos y preocupaciones
Ficha de la obra:
Título: Bolero de los Celos
Subtítulo: Trío pecaminoso
Personajes:
No hay personajes físicos
Estreno de la obra en: "Luthierías"
Año de estreno: 1981
Otras apariciones en: "Humor dulce hogar"; "Recital sinfónico '86"; "Especial en Buenos Aires (26/12/1988)"; "Especial en Santiago de Chile (22/08/1989)" y "¡CHIST!"

### Educación Sexual Moderna (Cántico enclaustrado)
Les Luthiers dedican un canto gregoriano a los jóvenes, con el objetivo de informarles de los peligros que conlleva una vida desenfrenada. El sexo es un tema muy importante a tratar, pero la información recibida dependerá de las creencias de cada consejero
Ficha de la obra:
Título: Educación Sexual Moderna
Subtítulo: Cántico enclaustrado
Personajes:
No hay personajes físicos
Estreno de la obra en: "Bromato de armonio"
Año de estreno: 1996
Otras apariciones en: "Todo por que rías"; "Do-Re-Mi-Já" y "¡CHIST!"

### La Redención del Vampiro (Hematopeya)
Unos músicos deciden hacerle una visita a un conde vampiro que habita solitario en su castillo. En un principio la música de estos intérpretes aterra al vampiro, pero finalmente el conde escucha con agrado la canción con la que intentan hacerle cambiar de vida
Ficha de la obra:
Título: La Redención del Vampiro
Subtítulo: Hematopeya
Personajes:
- Conde vampiro: Conde que lleva cientos de años viviendo en su castillo (Interpretado por Marcos Mundstock)

Estreno de la obra en: "Bromato de armonio"
Año de estreno: 1996
Otras apariciones en: "¡CHIST!"

### Encuentro en el Restaurante (Rapsodia gastronómica)
Un enamorado quiere declararse ante su amada y pedirle perdón por un hecho pasado. Cuenta con la ayuda de unos músicos, que intentan crear un romántico ambiente para la pareja
Ficha de la obra:
Título: Encuentro en el Restaurante
Subtítulo: Rapsodia gastronómica
Personajes:
- Abelardo: Enamorado que pretende recuperar a su exnovia Felisa

Estreno de la obra en: "Viegésimo aniversario"
Año de estreno: 1987
Otras apariciones en: "Especial en Santiago de Chile (22/08/1989)"; "Les Luthiers, grandes hitos (1992)"; "Especial en San Isidro (02/10/1992)"; "Especial en San Fernando (08/12/1993)"; "Especial en Buenos Aires (12/12/1995)"; "Especial en Buenos Aires (07/12/1995)" y "¡CHIST!"

### Los Jóvenes de Hoy en Día (R.I.P. al Rap)
Es inevitable que algunas cosas cambien con el paso del tiempo. Los jóvenes de hoy en día llevan una vida muy distinta a los de décadas pasadas. En esta obra se dejan claros los intereses actuales de los jóvenes
Ficha de la obra:
Título: Los Jóvenes de Hoy en Día
Subtítulo: R.I.P. al Rap
Personajes: No hay
Estreno de la obra en: "Todo por que rías"
Año de estreno: 1999
Otras apariciones en: "El Grosso Concerto (2001)"; "Con Les Luthiers y Sinfónica (2004)"; "Especial en Buenos Aires (13/06/2006)"; "Especial en Buenos Aires (18/11/2007)" y "¡CHIST!"

## Obras fuera del programa
1. Rhapsody in Balls (Estrenada en Lutherapia)

## Modificaciones en las obras
- Originalmente se pensaron 2 obras más para la función del estreno del 13 de mayo que no llegaron a representarse: "Lazy Daisy" (que incluso figuró en el programa impreso de Rosario) y "Entreteniciencia Familiar".

- Antes de su estreno en Buenos Aires, ¡CHIST! contenía la obra "El Rey enamorado", la cual fue reemplazada posteriormente por "Los jóvenes de hoy en día"

- Varios textos introductorios a las obras fueron omitidas o bien reemplazados por parlamentos que dan los mismos personajes al inicio de la obra.

- Núñez Cortés toma el papel de monje atormentado que hacía originalmente Maronna en "Educación sexual moderna".

- Cuando figuraba en el listado "El Rey Enamorado", López Puccio encarnaba el papel de Rey que originalmente hacía Ernesto Acher.

En el resto de las obras no hay mayores modificaciones.